# Kästle (Unternehmen)
Kästle ist ein Skihersteller mit österreichischem Ursprung.
Als eines der traditionsreichsten Unternehmen der Skibranche ist Kästle seit 1924 in der Produktion von Wintersportartikeln tätig. Gefertigt wurden die ersten Paar Kästle-Ski 1924 von Wagnermeister Anton Kästle im Vorarlberger Hohenems. Ihre Hochblüte erlebte die Marke mit Rennläufern wie Toni Sailer in den 1950er- und Pirmin Zurbriggen in den 1980er-Jahren. Ende der 1960er Jahre wurde Kästle vom Skifabrikanten Josef Fischer übernommen. Fischer verkaufte Kästle 1991 an Benetton. Nachdem die Marke 1999/2000 vom Markt verschwunden war, wurde sie von neuen Eigentümern 2007 in Wels wiederbelebt. Seit 2018 ist Kästle in tschechischem Eigentum.

## Geschichte

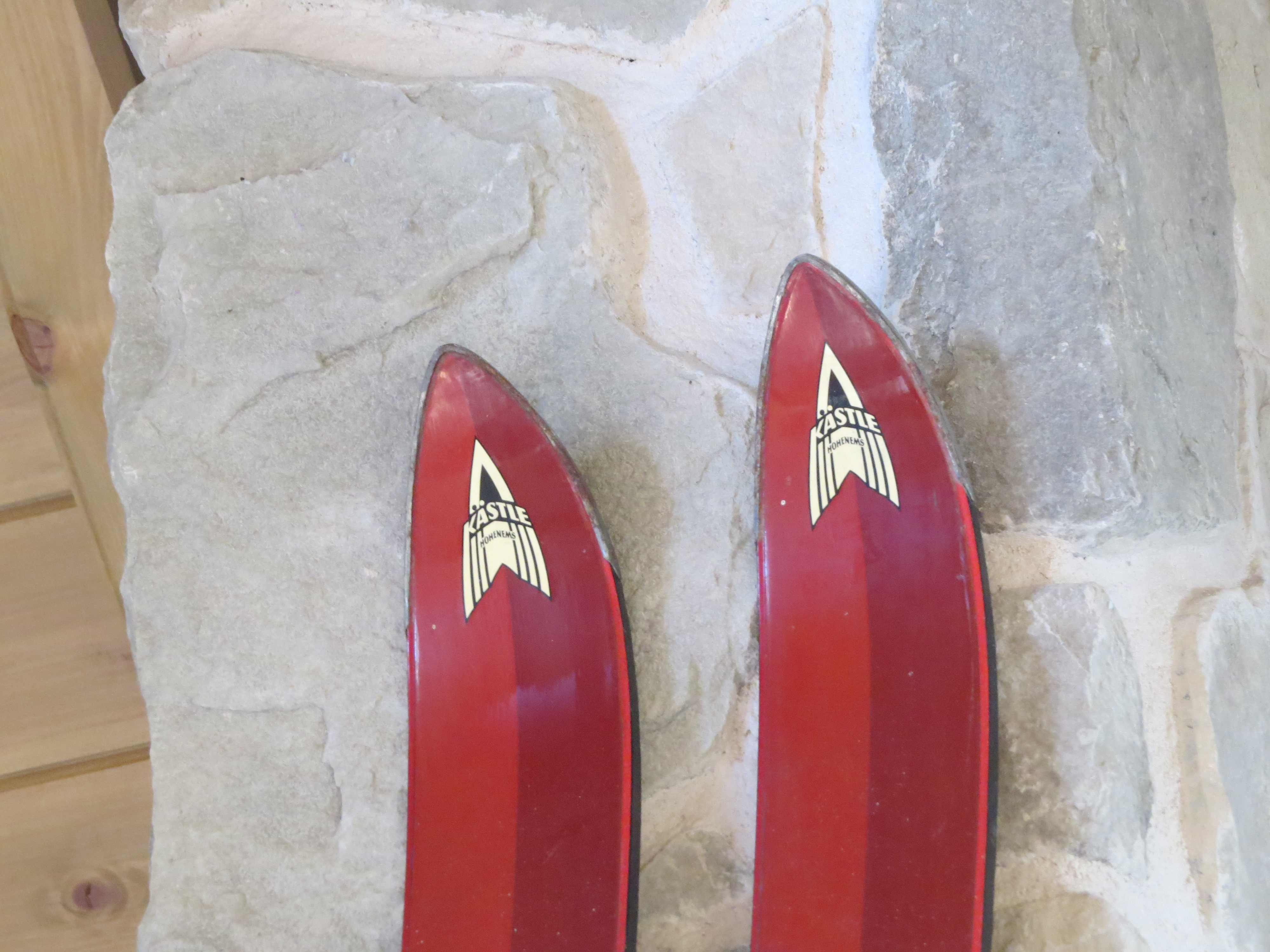
Alte Alpinskis mit dem Logo „Kästle Hohenems“ (Abziehbild oder Druck), Spitzen mit Stahlkontur, in einer Skihütte in Mitterbach am Erlaufsee

1924 produzierte der Vorarlberger Anton Kästle in der väterlichen Wagnerei in Hohenems die ersten Ski aus Vollesche. Fünf Jahre später begann er mit der Herstellung erster Kleinserien. Ende der 1930er Jahre stellte Kästle den Arlberg-Ski vor, einen hochwertigen Ski, der bei Spitzenskiläufern schnell Anklang fand. In den Kriegsjahren musste die Produktion wegen Rohstoffmangels eingestellt werden. 1946 erfolgte die Beschlagnahmung des Betriebes durch die Alliierten und 1947 kam es zur Wiederaufnahme aller Produktionszweige.

### 1950/60er Jahre – Internationale Bekanntheit

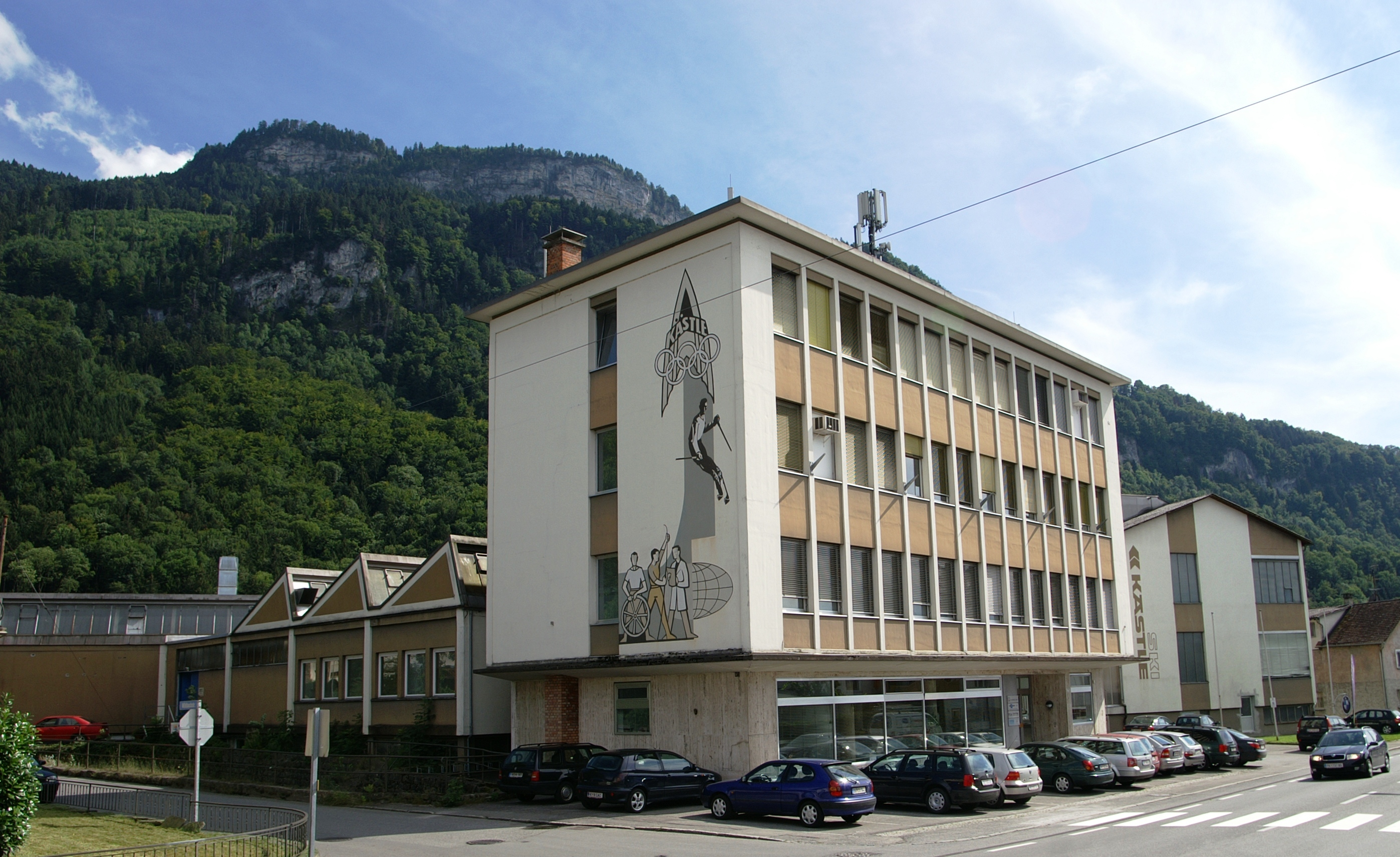
Ehemaliges Kästle-Areal in Hohenems. Fassadenmalerei mit zum Einser ergänzten Logo, olympischen Ringen, Schifahrer; unten Wagner, Ski-Tester, technischem Entwickler und Weltkugel. 2007.

International bekannt wurde Kästle in den 1950er Jahren, als Trude Jochum-Beiser bei den alpinen Weltmeisterschaften 1950 in Aspen die erste Goldmedaille auf Kästle-Ski erreichte. Bei den Olympischen Winterspielen 1952 in Oslo konnten Kästle-Athleten weitere drei Goldmedaillen einfahren. Die Spiele in Cortina brachten weitere 20 Medaillen für Kästle – unter anderem drei Goldmedaillen durch Toni Sailer.
Auch in der Entwicklung setzte Kästle zu dieser Zeit Maßstäbe in der Skiindustrie. So wurde in den 1960er Jahren beispielsweise ein neues Skibauprinzip entwickelt, welches unter der Abkürzung CPM (Compound Plastic Metal) bekannt wurde.
1968 wurde die Vorarlberger Skifabrik Anton Kästle, wie das Unternehmen damals hieß, von Pepi Fischer und dessen Schwester Selma Sturmberger, den Eigentümern der österreichischen Skifabrik Fischer, erworben.

### 1970/80er Jahre – Erfolge im Skiweltcup
Die Produktion wurde 1970 auf 300.000 Paar Ski erhöht und der Österreicher Karl Cordin siegte im Abfahrtsweltcup auf Kästle. Die Umbenennung von „Skifabrik Kästle“ zu „Kästle Ges.m.b.H“ erfolgte 1972. Vier Jahre später wurde das neue Markenzeichen – die bekannten „double arrows“ – eingeführt. Mit sieben Medaillen war Kästle bei den Alpinen Weltmeisterschaften in Garmisch-Partenkirchen 1978 die erfolgreichste Skimarke. Im darauf folgenden Jahr wurde, speziell für Hochalpinisten, mit dem „Tour Randonnée“ der leichteste Ski der Welt (2,65 kg pro Paar bei einer Länge von 180 cm) präsentiert.
1980 gewann Kästle durch den Liechtensteiner Andreas Wenzel zum ersten Mal den Gesamtweltcup der Herren. 1984 folgte der zweite Sieg im Gesamtweltcup durch den Schweizer Pirmin Zurbriggen, der Kästle 1985 in Bormio und bei der WM 1987 in Crans-Montana/Schweiz zweimal in Folge zum Doppelweltmeister krönte. Bei den Olympischen Spielen 1988 in Calgary errangen Sportler auf Kästle-Ski vier Gold-, sechs Silber- und sechs Bronzemedaillen. Zudem gewann Pirmin Zurbriggen in diesem Jahr zum dritten Mal den Gesamtweltcup.
Am 19. Oktober 1988 verstarb der Gründer von Kästle, Anton Kästle sen.
In den 1970er, 1980er und 1990er Jahren waren Skirennläufer wie Maria und Irene Epple, Hubert Strolz und Anita Wachter auf den Skiern der Firma erfolgreich.

### Übernahme durch Benetton
Einen Einschnitt in der Geschichte von Kästle stellte 1991 die Übernahme der Firma durch Benetton-Sportsystem, ein Tochterunternehmen des italienischen Bekleidungsunternehmens, dar. Kästle wurde in eine Aktiengesellschaft umgeformt und erhielt eine deutliche Aufstockung im Forschungs- und Entwicklungsbudget. Mit Nordica-Skischuhen, welche ebenfalls zu Benetton-Sportsystem gehören, wurde erstmals ein Komplettpaket für den Skifahrer angeboten. Der Produktionsstandort in Hohenems wurde 1996 stillgelegt. Die letzten Rennerfolge mit Kästle-Skiern wurden 1997 bei den alpinen Skiweltmeisterschaften in Sestriere erzielt, als Kjetil André Aamodt und Tom Stiansen zwei Goldmedaillen errangen. Mit der Präsentation einer Nordica-Skikollektion 1999 wurde die Marke Kästle stillgelegt. Nordica wurde zum direkten Nachfolger Kästles.

### 2000er Jahre – Neuer Investor (2007)
Im März 2007 erwarb eine österreichische Investoren-Gruppe um die Cross Industries AG, welche im Einflussbereich von Stefan Pierer liegt, die weltweiten Markenrechte an Kästle von der Benetton Group. Kästle-Skier wurden nun wieder in Österreich entwickelt und produziert. Im Winter 2007/08 brachte Kästle die „Comeback-Kollektion“ bestehend aus vier Skimodellen auf den Markt.
Vor allem Freerider und Tourenski beflügelten den Absatz von Kästle. Im Winter 2007/08 wurde im Museum Huber-Hus in Lech eine Sonderausstellung gezeigt, die einen Rückblick auf die Entwicklung der Marke seit 1924 lieferte. Seit der Wintersaison 2008/2009 befindet sich die Ausstellung als Kästle-Museum in der Bergstation der Rüfikopf Seilbahn. 2008 wurde die Produktpalette ausgeweitet, seit diesem Jahr gibt es acht Skimodelle.

### Frühe 2010er Jahre – Expansion am amerikanischen Markt
2012 übersiedelte die Firmenzentrale vom oberösterreichischen Wels ins Gusswerk-Areal in Salzburg-Kasern. Bis 2015 waren Produktentwicklung, Marketing, Logistik und Customer Service an diesem Standort vereint.
Während das Unternehmen in Österreich nur einen Marktanteil von 1,7 Prozent hatte, sah man Wachstumspotential in den USA. Daher wurde 2013 der US-amerikanische Freerider Chris Davenport als Miteigentümer ins Boot geholt. Der zweifache Weltmeister im Extrem-Skifahren arbeitete außerdem an der Produktentwicklung mit.
Seit Mitte 2015 ist der Hauptsitz wieder zurück in Hohenems. Im ehemaligen Stammhaus sind die Geschäftsführung samt Verwaltung und Marketing sowie die Entwicklung angesiedelt.

### Späte 2010er Jahre – Comeback der Marke
Im März 2018 bekam Kästle mit der tschechischen Firma ConsilSport eine neue Mehrheitseigentümerin. Tomas Nemec, Gründer und Eigentümer von ConsilSport, verstärkt dabei mit seinem Engagement die Finanzkraft von Kästle und brachte langjährige Erfahrung in den Bereichen Produktion und internationaler Vertrieb mit.
Im Februar 2019 gab Kästle bekannt, die Serienproduktion nach Nové Město na Moravě (CZ) zu verlegen. Die Serienproduktion fand zuvor in OEM-Fertigung bei den Skifirmen Head und Atomic statt. Am österreichischen Kästle-Sitz in Hohenems sollen weiterhin Forschung und Entwicklung stattfinden, sowie Kleinserien, Composite-Teile und Rodeln gebaut werden. Zur Gruppe gehören nun neben der Kästle GmbH mit Hauptsitz in Hohenems und deren Töchtern in der Schweiz und den USA, die Kastle CZ, a.s. mit einer jährlichen Produktionskapazität von 100.000 Paar Ski für Kästle und andere Marken. Die Zentrale von Kästle blieb in Hohenems bestehen.
Auf der ISPO 2019 stellte Kästle zudem die größte Produkterweiterung der letzten 20 Jahre mit einer neuen Langlaufkollektion vor. Im Herbst 2019 kehrte Kästle zurück in den Weltcup und nach jahrzehntelanger Pause war die Marke sowohl bei alpinen als auch bei nordischen Rennen wieder am Start. Nach Angaben des Unternehmens wurden 2020 annähernd so viele Ski wie im Rekordjahr 2019 abgesetzt.
Am 21. Jänner 2023 gewann mit Ilka Štuhec erstmals seit dem Wiedereinstieg in den Skiweltcup ein Athlet auf Kästle Ski.

## Kästle-Athleten
Zahlreiche bekannte Skifahrer haben mit Kästle-Ski Medaillen bei Olympischen Spielen und Weltmeisterschaften eingefahren. In der Vergangenheit zählten unter anderem Pirmin Zurbriggen, Toni Sailer, Pepi Stiegler, Billy Kidd, Kjetil André Aamodt, Reinhold Messner, Tom Stiansen und Nicole Gius zu den Kästle-Athleten.
Aktuelle Kästle-Athleten (Stand 2025) sind u. a.: Ester Ledecká, Ilka Štuhec, Jasmine Flury, Avital Carroll, Filip Gravenfors, uvm. Zusätzlich werden fungieren bekannte Persönlichkeiten wie Luc Alphand, Anette Bøe und weitere als Markenbotschafter.
Kästle ist zudem offizieller Ausrüster des Österreichischen und Schweizer Skiverbandes sowie der Österreichischen Berg- und Skiführer.

## Kästle-Park
In Hohenems bildet der Kästle-Park heute einen von sechs Wirtschaftsparks zur Ansiedlung von Betrieben.